# 微毛越南山矾
微毛越南山矾（学名：Symplocos cochinchinensis var. puberula）为山矾科山矾属下的一个变种。

## 扩展阅读
- 維基物種上的相關：微毛越南山矾